# Help You Fly
A Help You Fly (magyarul: Segítek neked repülni) a belarusz Ivan dala, mellyel Fehéroroszországot képviselte a 2016-os Eurovíziós Dalfesztiválon, Stockholmban. A dal a BTRC által szervezett nemzeti döntőben nyerte el az eurovíziós indulás jogát 2016. január 22-én.

## Eurovíziós Dalfesztivál
A dalt az Eurovíziós Dalfesztiválon a május 12-i második elődöntőben adta elő, fellépési sorrendben ötödikként az Izraelt képviselő Hovi Star Made of Stars című dala után, és a Szerbiát képviselő Sanja Vučić Zaa Goodbye (Shelter) című dala előtt. Az elődöntőben a tizenkettedik helyen végzett, így nem jutott tovább a május 14-i döntőbe.
A következő belarusz induló a Naviband Story of My Life című dala volt a 2017-es Eurovíziós Dalfesztiválon.